# Аранзамин
Аранзамин (азерб. Aranzəmin) — село в Нахчыванлинском сельском административно-территориальном округе Ходжалинского района Азербайджана.

## География
Сёла Нахчыванлы, Агбулаг, Аранзамин, Дахраз, Пирджамал входят в состав Нахчыванлинского сельского административно-территориального округа Ходжалинского района, при этом село Нахчыванлы является центром этого сельского административно-территориального округа. Село расположено в 25 км к северо-востоку от Ханкенди, на высоте 843 м.

## История
Существует версия, что в древности село являлось летней резиденцией князей Вараза-Трдата и Вараза-Григора и носило название Варазабун (арм. Վարազաբուն).
Население села составляли армяне, часть которых поселилась здесь в 1828—1829 годах. В конце XIX века в селе имелась школа для мальчиков. В советское время — школа, клуб-библиотека, медстанция.
В 1918—1920 годах регион был основным театром армяно-азербайджанской войны. Азербайджанские войска овладели селом 4 апреля 1920 года. 
В советский период на 1933 год в составе Автономной Области Нагорного Карабаха, входившей в свою очередь в состав АССР (Азербайджанской ССР), указан Аранземинский сельсовет, в составе которого указано одно населённое место: Аранземин (азерб. Aranzəmin). Сама Автономная область Нагорного Карабаха (АОНК) была образована 7 июля 1923 года, а в 1936 году была переименована в Нагорно-Карабахскую автономную область (НКАО). На 1 января 1977 года село входило в состав Нахичеваникского (ныне село Нахчыванлы) сельсовета Степанакертского района Нагорно-Карабахской автономной области (НКАО) Азербайджанской ССР.
Указом Президиума Верховного Совета Азербайджанской ССР от 15 мая 1978 года было постановлено утвердить решение исполнительного комитета областного Совета народных депутатов Нагорно-Карабахской автономной области о переносе центра Степанакертского района из города Степанакерт (ныне Ханкенди) в рабочий посёлок Аскеран и переименовании Степанакертского района в Аскеранский район. В результате это село оказалось в составе Аскеранского района НКАО Азербайджанской ССР.
2 сентября 1991 года на совместной сессии Нагорно-Карабахского областного и Шаумяновского районного Советов народных депутатов была принята Декларация о провозглашении Нагорно-Карабахской Республики в границах Нагорно-Карабахской автономной области (НКАО) и сопредельного Шаумяновского района Азербайджанской ССР.
26 ноября 1991 года Верховный Совет Азербайджанский Республики принял Закон «Об упразднении Нагорно-Карабахской автономной области Азербайджанской Республики». В этом Законе было постановлено помимо упразднения Нагорно-Карабахской Автономной Области (НКАО), в том числе также и упразднение Аскеранского района, образование Ходжалинского района с центром в городе Ходжалы и передача территории упразднённого Аскеранского района в состав Ходжалинского района. Решением Милли Меджлиса Азербайджанской Республики от 29 декабря 1992 года № 428 село Нахчываник Ходжалинского района было переименовано в Нахчыванлы. В настоящее время село Аранзамин входит в состав Нахчыванлинского сельского административно-территориального округа Ходжалинского района Азербайджана.
В июне 1992 года, в ходе Первой карабахской войны, село перешло под контроль непризнанной Нагорно-Карабахской Республики (НКР). Согласно административно-территориальному делению непризнанной республики село входило в состав Аскеранского района НКР.
Согласно Трёхстороннему Заявлению в ночь с 9 по 10 ноября 2020 года, подписанному по итогам Второй Карабахской войны, село перешло под контроль Российских миротворческих сил.
В результате боевых действий в сентябре 2023 года Азербайджан восстановил свой контроль над селом.

## Население
В 1890 году в селе проживал 931 житель, в 1907—1324, в 1921—1102 (все армяне).
По состоянию на 1 января 1933 года в селе проживало 418 человек (84 хозяйств), все — армяне.
В 1971 году — 244 жителя.

## Достопримечательности
В селе имеется каменная церковь Сурб Аствацацин (Св. Богородицы).